# Sant Jaume de Llierca
Sant Jaume de Llierca è un comune spagnolo di 746 abitanti situato nella comunità autonoma della Catalogna.